# C'è un cadavere in biblioteca
C'è un cadavere in biblioteca (titolo orig. The Body In The Library) è un romanzo poliziesco di Agatha Christie del 1942 avente per protagonista Miss Marple.

## Trama
Nel paese di St. Mary Mead, a Gossington Hall, il colonnello Bantry e sua moglie Dolly vengono svegliati un mattino da una cameriera terrorizzata, venuta ad avvisarli che nella biblioteca della loro villetta è stato trovato il cadavere di una sconosciuta in abito da sera, strangolata. Nessuno degli abitanti della casa conosce la vittima. La polizia, subito chiamata, comincia le indagini e scopre che la ragazza, Ruby Keene, lavorava come ballerina e intrattenitrice all'Hotel Majestic in una città costiera nelle vicinanze, Danemouth. La signora Bantry chiama una sua fidata amica, Miss Jane Marple, la quale, espertissima in tutto ciò che riguarda assassinii e misteri, inizia a investigare indipendentemente dalla polizia. Miss Marple incontra la cugina della vittima, Josephine, dipendente anch'essa dell'hotel, che non sembra affatto addolorata della morte della cugina. Inoltre Miss Marple viene a conoscenza del fatto che un ricco e invalido signore, Conway Jefferson, residente nell'hotel e accudito dalla nuora e dal genero, affezionatosi a lei, aveva deciso di adottare Ruby, la quale avrebbe ereditato 50.000 sterline all'età di 25 anni, dato che Jefferson non aveva parentele di sangue. 
Successivamente la polizia scopre che un'altra ragazza era scomparsa nello stesso giorno, una giovane chiamata Pamela Reeves. Dopo alcune ricerche la polizia trova un'auto bruciata (appartenente a uno dei clienti dell'hotel) in una cava abbandonata piuttosto distante dal Majestic, contenente un cadavere carbonizzato e alcuni elementi di identificazione: una scarpa con cinturino (probabilmente appartenente a una ragazza) e pezzetti di stoffa. Oltre a questi oggetti anche un bottone dell'uniforme delle Girl Scout. Questo permette di identificare il cadavere come quello di Pamela, scomparsa proprio dopo la fine di un raduno delle Scout. 
Miss Marple interroga Florence, un'amica della ragazza, che le racconta che alla fine del raduno si erano incamminate insieme verso la fermata dell'autobus e nel mentre Pamela si era confidata con lei, raccontandole che si stava recando a Danemouth, dove avrebbe fatto un vero e proprio provino cinematografico, diretto da un produttore di Hollywood, cosa che nessuno sapeva, neanche i familiari della ragazza. Pamela sarebbe andata a Danemouth dopo il raduno e avrebbe incontrato il produttore nell'albergo dove alloggiava. In seguito a  questa dichiarazione, i sospetti cadono su Basil Blake, un giovanotto trasferitosi da poco nel villaggio di Miss Marple, che si ritiene sia un produttore molto famoso. Inoltre si scopre che, ubriaco, avrebbe messo lui il cadavere di Ruby nella biblioteca dei Bantry, a lui antipatici, dopo averlo trovato nel suo salotto ritornando da una festa. Blake nega comunque di essere l'assassino. 
Dopo ulteriori indagini Jane Marple capisce tutto: il movente dell'omicidio è il denaro. Miss Marple era rimasta colpita dal fatto che il cadavere di Ruby, descritta da sua cugina come ballerina nell'hotel Majestic e quindi molto attenta al trucco, pettinatura e dunque anche alla manicure, aveva le unghie rosicchiate. Aveva osservato anche i denti, piuttosto sporgenti. La cugina Josephine era rimasta molto sorpresa apprendendo dove era stato ritrovato il cadavere. Ciò, all'inizio, non aveva colpito Miss Marple, ma più avanti, quando viene ritrovato l'altro cadavere dentro l'automobile, Miss Marple, grazie anche al nipotino del vecchio Conway che le mostra un'unghia piuttosto lunga che aveva trovato nella stanza di Ruby (mentre il cadavere aveva appunto le unghie corte e rosicchiate) capisce che c'è stato uno scambio d'identità dei due corpi e che Josehpine ha mentito sull'identificazione. 
Ruby Keene era stata strangolata, vestita con l'uniforme delle Girl Scout e il suo cadavere bruciato all'interno dell'automobile in modo che fosse identificato come quello di Pamela. Josephine, sposata di nascosto con il genero di Conway, Mark Gaskell, aveva ucciso Ruby dato che era allarmata dal fatto che sua cugina avesse fatto colpo sul vecchio Conway, il quale aveva intenzione di adottarla. Se ciò fosse successo, la grossa eredità probabilmente non sarebbe più andata nelle mani di Mark, ma in quelle di Ruby Keene. Anche Gaskell si era tradito descrivendo i denti di Ruby come rivolti all'interno invece che all'esterno, come erano invece quelli del cadavere. Quindi il corpo trovato in biblioteca era quello della ragazza scomparsa, Pamela. La povera ragazza, cascata nel tranello di Mark e Josephine, che avevano inventato la storia del provino, era stata vestita con un abito di Ruby, pesantemente truccata e tinta di biondo. Strangolata poi con gli stessi lacci del vestito, era stata trasportata a casa di Basil Blake per gettare la colpa su di lui; Blake, colto dal panico, a sua volta l'aveva poi portata a casa Bantry.
Dietro suggerimento di Miss Marple, la polizia tende un tranello ai due assassini, facendo annunciare da Conway Jefferson l'intenzione di fare un nuovo testamento con il quale lascia il suo patrimonio in beneficenza escludendo completamente Gaskell. Josephine penetra nottetempo nella stanza di Jefferson con l'intenzione di ucciderlo e viene colta sul fatto.

## Personaggi
- Miss Jane Marple, anziana investigatrice esperta
- Arthur Bantry, colonnello a riposo
- Dolly Bantry, moglie del colonnello e amica di Jane Marple
- Conway Jefferson, ricco invalido
- Adelaide Jefferson, sua nuora
- Peter Carmody, figlio di Adelaide
- Mark Gaskell, genero di Jefferson
- Ruby Keene, ballerina dell'Hotel Majestic
- Basil Blake, produttore cinematografico
- Dinah Lee, amica di Blake
- George Bartlett, amico del signor Jefferson
- Hugo McLean, amico di Adelaide Jefferson
- Josephine (Josie) Turner, ballerina, cugina di Ruby
- Raymond Starr, ballerino del Majestic
- Pamela Reeves, studentessa
- Sir Henry Clithering, ex commissario capo di Scotland Yard
- Colonnello Melchett, capo della polizia di contea
- Harper, sovrintendente di polizia
- Dottor Haydock, medico legale

## Critica
"Una delle parodie più riuscite della Christie di uno dei luoghi comuni del genere: il cadavere nella biblioteca. Il cadavere, però, è quello di una giovane ragazza, Ruby Keene, e la biblioteca è quella del rispettabile e puritano colonnello Bantry. Anche se la narrazione è sobria e compassata, c'è abbondanza di materiale interessante per i detective man mano che la polizia indaga sui movimenti e sui moventi degli ospiti del Majestic Hotel; Miss Marple sbroglia una matassa ingegnosa affidandosi alla sua conoscenza femminile di unghie e denti. Il lettore quasi certamente scoprirà l'identità di uno degli assassini, ma non dell'altro."
Nel romanzo compaiono alcuni personaggi "tipici" di St. Mary Mead già apparsi in La morte nel villaggio: il reverendo Clement e sua moglie Griselda, le pettegole del paese (la signora Price Ridley, la signorina Hartnell e la signorina Wetherby) e il medico del paese, il dottor Haydock, nonché il capo della polizia, il colonnello Melchett, e l'ispettore Slack. Inoltre fra i protagonisti troviamo Arthur e Dolly Bantry e Sir Henry Clithering, già apparsi in precedenza nei racconti di Miss Marple e i tredici problemi.

## Adattamenti

### Televisione
- BBC per la serie televisiva di Miss Marple con Joan Hickson, che fece la prima delle sue apparizioni nel ruolo di Jane Marple. È stato trasmesso in tre parti, dal 26 al 28 dicembre 1984.[2]
- ITV ha adattato il romanzo come parte della loro serie Marple. La versione si prende varie libertà con la trama del romanzo, cambiando anche l'identità degli assassini e introducendo un nuovo amore. La protagonista è Geraldine McEwan nel ruolo di Miss Marple, insieme a James Fox nel ruolo del colonnello Bantry, Joanna Lumley, nella parte di Dolly Bantry, Ian Richardson nel ruolo di Conway Jefferson e Jamie Theakston nel ruolo di Mark Gaskell.[3]

## Edizioni italiane
- C'è un cadavere in biblioteca, traduzione di Alberto Tedeschi, Collana I Libri Gialli (nuova serie) n.44, Milano, Arnoldo Mondadori Editore, luglio 1948. - Collana I Capolavori dei Gialli n.30, Mondadori, dicembre 1955; in Miss Marple: ai ferri corti col delitto, a cura di A. Tedeschi, Collana Omnibus Gialli, Mondadori, 1976 (il volume contiene anche: Il terrore viene per posta, Polvere negli occhi e undici racconti); I Classici del Giallo Mondadori N.416, gennaio 1983; Collana Oscar n.1815, Milano, Mondadori, 1985; Trezzano sul Naviglio, Euroclub, 1985; Collana Oscar Gialli n.133, Mondadori, luglio 1985 (V ristampa, 1990) - 2016; Collana Oscar Narrativa (Scrittori del Novecento) n.1496, Mondadori, 1995; Milano, Hachette, 2002; I Classici del Giallo Mondadori n.1335, 2013; Collana Oscar Junior, Mondadori, 2023, ISBN 978-88-047-7860-8.
- C'è un cadavere in biblioteca, traduzione di Rosalba Buccianti, nuova edizione, I Classici del Giallo Mondadori n.416, Milano, Mondadori, febbraio 1990. - Collezione Agatha Christie, edizione illustrata e annotata, Milano, Club degli Editori, 1992.
- C'è un cadavere in biblioteca, traduzione di Chiara Libero, Collana Oscar Moderni. Cult, Milano, Mondadori, 2024, ISBN 978-88-047-8514-9.